# Baden do Sul
Baden do Sul (Alemão: Südbaden; Francês: Bade-du-Sud, formado em dezembro de 1945 da parte meridional da República de Baden, foi uma subdivisão da Zona de Ocupação Francesa da Alemanha do pós Segunda Guerra Mundial. O estado foi posteriormente renomeado para Baden e tornou-se um dos estados da República Federal da Alemanha em 1949. Em 1952, tornou-se parte do estado de Baden-Württemberg.